# DoD News Channel
DoD News Channel est une chaîne de télévision chargée de couvrir les forces armées des États-Unis lancée officiellement le 14 mai 2004 et destinée à être regardée par ces militaires et par les employés du département de la Défense basés aux États-Unis. Il s'agit d'un des médias du American Forces Information Service (en), l'agence du département de la Défense chargé de l'information. 

## Caractéristiques
Elle est disponible aux États-Unis par le câble, en Europe, en Asie du Nord-Est et en Amérique du Nord par satellite, ainsi que sur Internet.
Ses programmes comprennent :
- les informations du ministère de la Défense américain ;
- des entretiens d’officiels du ministère américain de la Défense et du gouvernement fédéral des États-Unis ;
- des programmes courts sur le travail des employés militaires et civils.

La plupart des contenus sont produits par et d’abord pour l’American Forces Network (réseau des forces américaines). Soldiers Radio and Television (radio et télévision des soldats) est aussi une autre source majeure de programmes. Pentagon Channel est donc une chaîne de propagande, au sens le moins polémique du terme.
Ce média ne semblait pas avoir d'équivalent dans aucun pays du monde avant la création en 2008, d'une web TV par l'OTAN, NATO TV Channel confiné à Internet.